# Schietpartij in Rotterdam 2023
Op 28 september 2023 vond een schietpartij plaats in de Nederlandse stad Rotterdam.

## Gebeurtenissen
Omstreeks 14.30 uur stichtte een Rotterdamse student een brand en veroorzaakte een explosie aan het Heiman Dullaertplein in Delfshaven. Later opende hij het vuur op het Erasmus MC. Rond 15.30 uur verliet de dader het Erasmus MC. Er kwamen drie mensen om: een moeder met dochter en een huisarts en docent van de Faculteit der Geneeskunde van de Erasmus Universiteit. Kort daarna werd door de politie een verdachte aangehouden die werd geïdentificeerd als Fouad L. Het zou gaan om een student van de medische faculteit van de Erasmus Universiteit. Hij werd al eerder verdacht van dierenmishandeling. Er werd later ook een herdenking gehouden.
Een jaar later werd Fouad L. door deskundigen in het Pieter Baan Centrum verminderd toerekeningsvatbaar verklaard en blijkt hij een autistische stoornis te hebben.

## Reacties
De toenmalige burgemeester Ahmed Aboutaleb noemde de incidenten een "gitzwarte dag". Ook Mark Rutte leefde mee met de nabestaanden.